# Miguel Urbán Crespo
Pour les articles homonymes, voir Crespo.
Miguel Urbán Crespo, né le 26 mars 1980 à Madrid (Espagne), est un homme politique espagnol. Il est membre de Podemos jusqu'en 2020, puis d'Anticapitalistas. Il est eurodéputé de 2015 à 2024.

## Biographie
Figure de proue de la Gauche anticapitaliste (IA), il en est membre jusqu'à sa dissolution dans Podemos, en octobre 2014.
Au sein de Podemos, il appartient à l'aile gauche du mouvement.
Miguel Urbán Crespo devient député européen le 5 mars 2015 en remplacement de Teresa Rodríguez, candidate de Podemos aux élections anticipées d'Andalousie.

## Positionnement
Il est, selon Mediapart, « l’un des chefs de file » du secteur des anticapitalistes au sein de Podemos, plaidant « pour rapprocher Podemos des mouvements sociaux ».